# Strijkkwartet nr. 1 (Bruk)
Fridrich Bruk voltooide zijn Strijkkwartet nr. 1 in 1983. Het is echter niet zijn eerste strijkkwartet, want dat voltooide hij in 1958. In het leven van de componist vond midden jaren ’70 een omwenteling plaats; hij verliet in 1973 de Sovjet-Unie om zich eerst in de Verenigde Staten en later in Finland te vestigen. Waarschijnlijk gaf hij door de nieuwe start van de nummering aan dat ook een nieuw leven in de muziek begon. 
Het strijkkwartet uit 1983 bleef vooralsnog vier jaar op de plank liggen, voordat leden van het Filharmonisch Orkest van Tampere het opnamen (Bruk verbleef voornamelijk in die stad. Of er toen ook een publieke uitvoering heeft plaatsgevonden is onbekend. Het strijkkwartet in geschreven in een stijl, die niet past binnen de stromingen van de klassieke muziek van rond die jaren. Het is eerder te plaatsen in de jaren ’30 van de 20e eeuw.
Het bestaat uit drie delen:
1. Affianato, Moderato
2. Largo lamento
3. Inquieto